# Man and His Soul
Man and His Soul è un film muto del 1916 diretto da John W. Noble. Prodotto dalla Quality Pictures Corporation e distribuito dalla Metro Pictures, il film aveva come protagonisti la coppia (nella vita e sullo schermo) formata da Francis X. Bushman e da Beverly Bayne.

## Trama
John Conscience, come dice il suo stesso nome, è un uomo di coscienza e di saldi principi e conduce una vita retta dalla morale specchiata: incapace di qualsiasi azione anche lievemente disonesta o dettata dall'egoismo, non riesce però a fare soldi. Convinto che Mary, la sua fidanzata, si lasci corteggiare da un milionario e che per lui possa lasciarlo, decide di cambiare il suo stile di vita. Per prima cosa, cambia in suo nome in quello di John Power, lasciandosi alle spalle la coscienza. Poi, si dà agli affari, diventando uno squalo spietato che, usando qualsiasi metodo, riesce a raggiungere finalmente la ricchezza. Ma la coscienza non lo lascia a lungo tranquillo: alla fine, John ritorna alle sue vecchie idee piene di idealismo e di sani propositi. Quando incontra di nuovo Mary, lei gli dice che non ha mai smesso di amarlo e che si vuole sposare per amore, non certo per interesse. I due si riconciliano, progettando un futuro insieme.

## Produzione
Il film, prodotto dalla Quality Pictures Corporation, una piccola compagnia indipendente, furono girate in esterni a Jacksonville, in Florida.

## Distribuzione
Distribuito dalla Metro Pictures Corporation il film uscì nelle sale cinematografiche statunitensi il 31 gennaio 1916. Il copyright del film, richiesto dalla Metro, fu registrato il 3 febbraio con il numero LP7555.
Non si conoscono copie ancora esistenti della pellicola che viene considerata presumibilmente perduta.